# Vitbrynad dvärgspett
Vitbrynad dvärgspett (Sasia ochracea) är en mycket liten asiatisk fågel i familjen hackspettar.

## Utseende
Vitbrynad dvärgspett är med en kroppslängd på endast 9–10 cm en mycket liten hackspett, med mycket kort stjärt och liten näbb. Fjäderdräkten är olivgrön ovan och rostfärgad under. Bakom ögat syns det vita ögonbrynsstrecket som gett arten dess namn. Hanen har guldgult på pannan, vilket honan saknar.

## Utbredning och systematik
Vitbrynad dvärgspett delas in i tre underarter:
- Sasia ochracea ochracea – förekommer från norra Indien (Uttar Pradesh) och centrala Nepal till Thailand och Vietnam
- Sasia ochracea reichenowi – förekommer i södra Myanmar och angränsande sydvästra Thailand, i söder till Kranäset
- Sasia ochracea kinneari – förekommer i södra Kina (Yunnan och Guangxi) och nordligaste Vietnam

## Status och hot
Arten har ett stort utbredningsområde, men tros minska i antal, dock inte tillräckligt kraftigt för att den ska betraktas som hotad. Internationella naturvårdsunionen IUCN listar arten som livskraftig (LC).